# Gubernia mohylewska

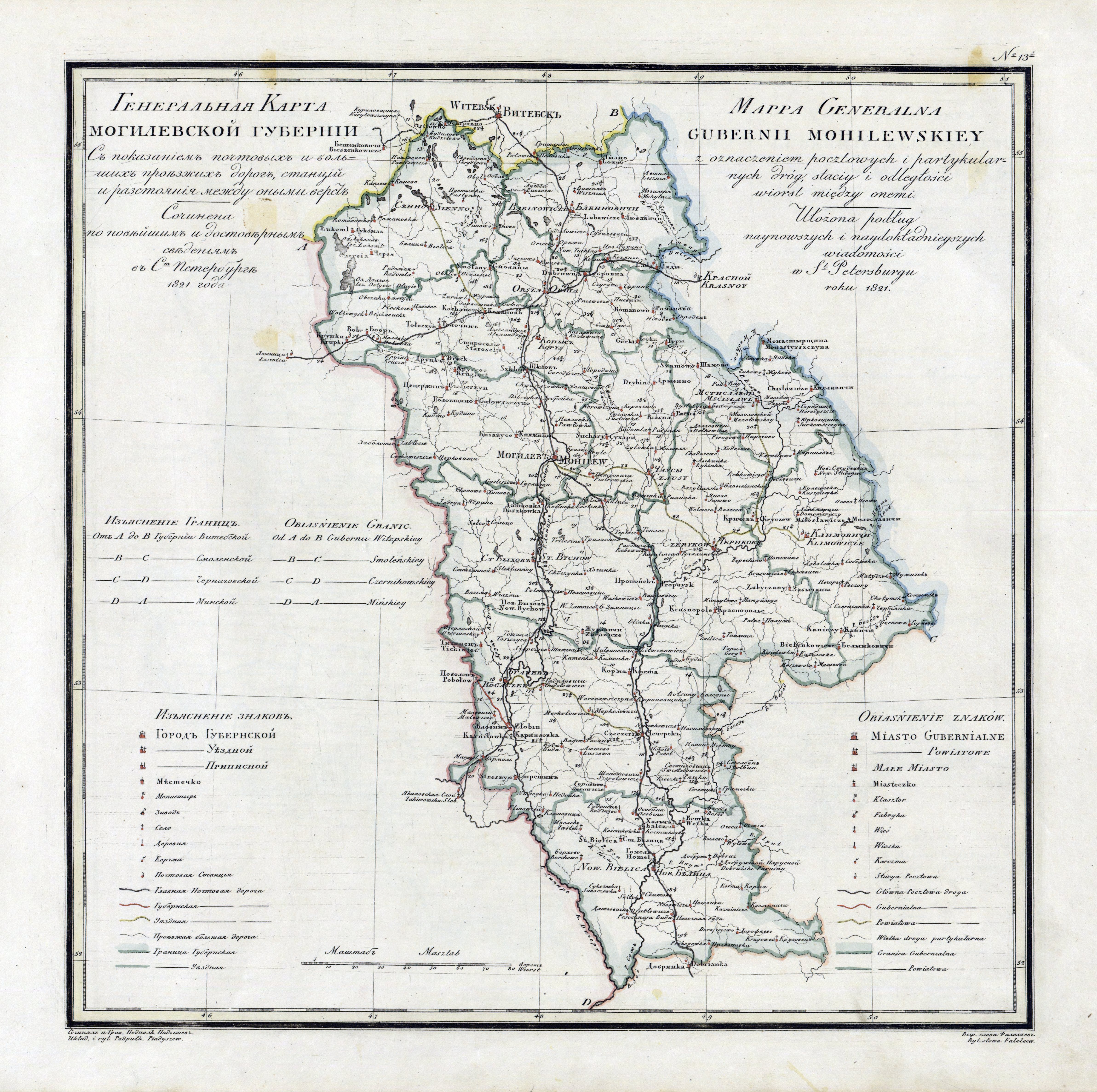
Mapa generalna guberni mohylewskiej, 1821

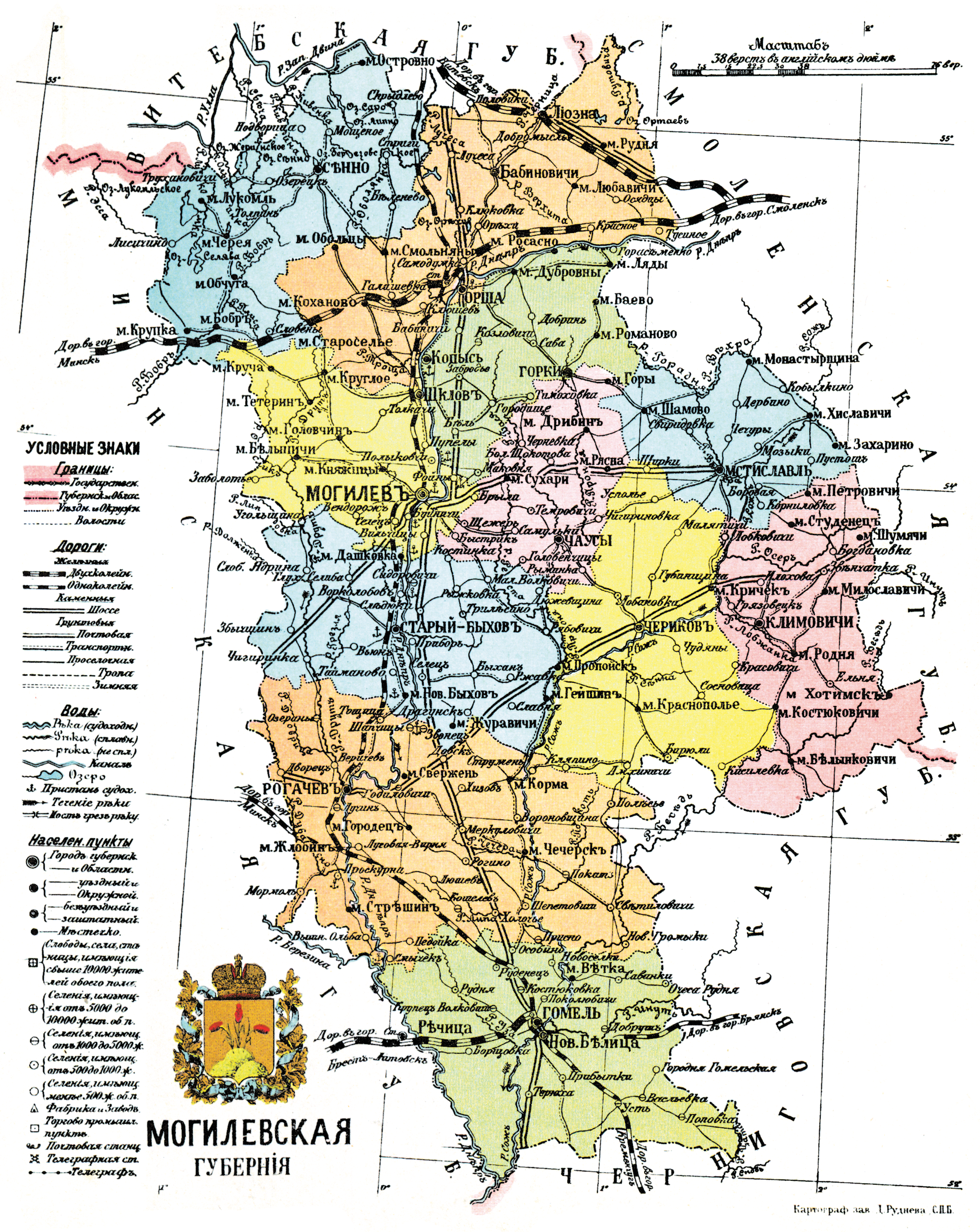
Mapa guberni mohylewskiej, 1913

Gubernia mohylewska (ros. Могилёвская губерния; biał. Магілёўская губерня; jid. מאָהילאָווער גובערניע) – gubernia Imperium Rosyjskiego utworzona po I rozbiorze Polski.

## Historia
W 1796 gubernie mohylewską i połocką zjednoczono w białoruską. W 1802 podzielono ją z kolei na witebską i mohylewską. W 1917 gubernie witebską, mohylewską oraz części mińskiej i wileńskiej połączono w okręg zachodni. W 1918 dołączono do nich także gubernię smoleńską, a w październiku 1919 gubernia mohylewska powstała na nowo jako homelska.

## Administracja i samorząd
Centrum guberni był Mohylew. W 1882 dzieliła się na powiaty oraz ujezdy:
- czausowski
- czerykowski
- homelski
- horecki
- klimowicki
- mohylewski
- mścisławski
- orszański
- rohaczewski
- powiat sienneński lub sieński,
- starobychowski

Na terenie guberni, podobnie jak na innych terenach ziem zabranych, władze rosyjskie szczególnie długo opóźniały utworzenie samorządu terytorialnego, tzw. ziemstw. Wynikało to z obawy przed zdominowaniem ich przez miejscową ludność nierosyjską, szczególnie Polaków. Podczas gdy w innych częściach Imperium Rosyjskiego ziemstwa tworzone były już w drugiej połowie XIX wieku, w guberni mohylewskiej ich namiastka powstała dopiero 2 kwietnia 1903 roku. Członkowie ziemstw byli jednak wyznaczani przez administrację carską i mieli skrajnie ograniczone kompetencje. Samorząd w guberni uległ wzmocnieniu 14 marca 1911 roku, gdy ta została objęta ukazem carskim o wprowadzeniu ziemstw z 12 czerwca 1890 roku. Była to jednak jego zmodyfikowana wersja, gwarantująca dominującą pozycję Rosjan.

## Oświata
Według spisu z 1897 roku, w guberni umiejętność czytania i pisania posiadało 22% ludności powyżej 9 roku życia.

## Demografia
Według rosyjskiego spisu ludnościowego z 1897 roku Gubernię zamieszkiwały 1 686 764 osoby, podział etniczny populacji przedstawiał się następująco:
- Rosjanie (w spisie jako Rosjan określano także Ukraińców i Białorusinów) - 1 451 496 (86%) w tym:
  - Białorusini 1 389 782 (82%)
- Żydzi - 203 507 (12%)
- Polacy - 17 526 (1%)
- Inni - 12 235 (0,7%)

## Największe miasta

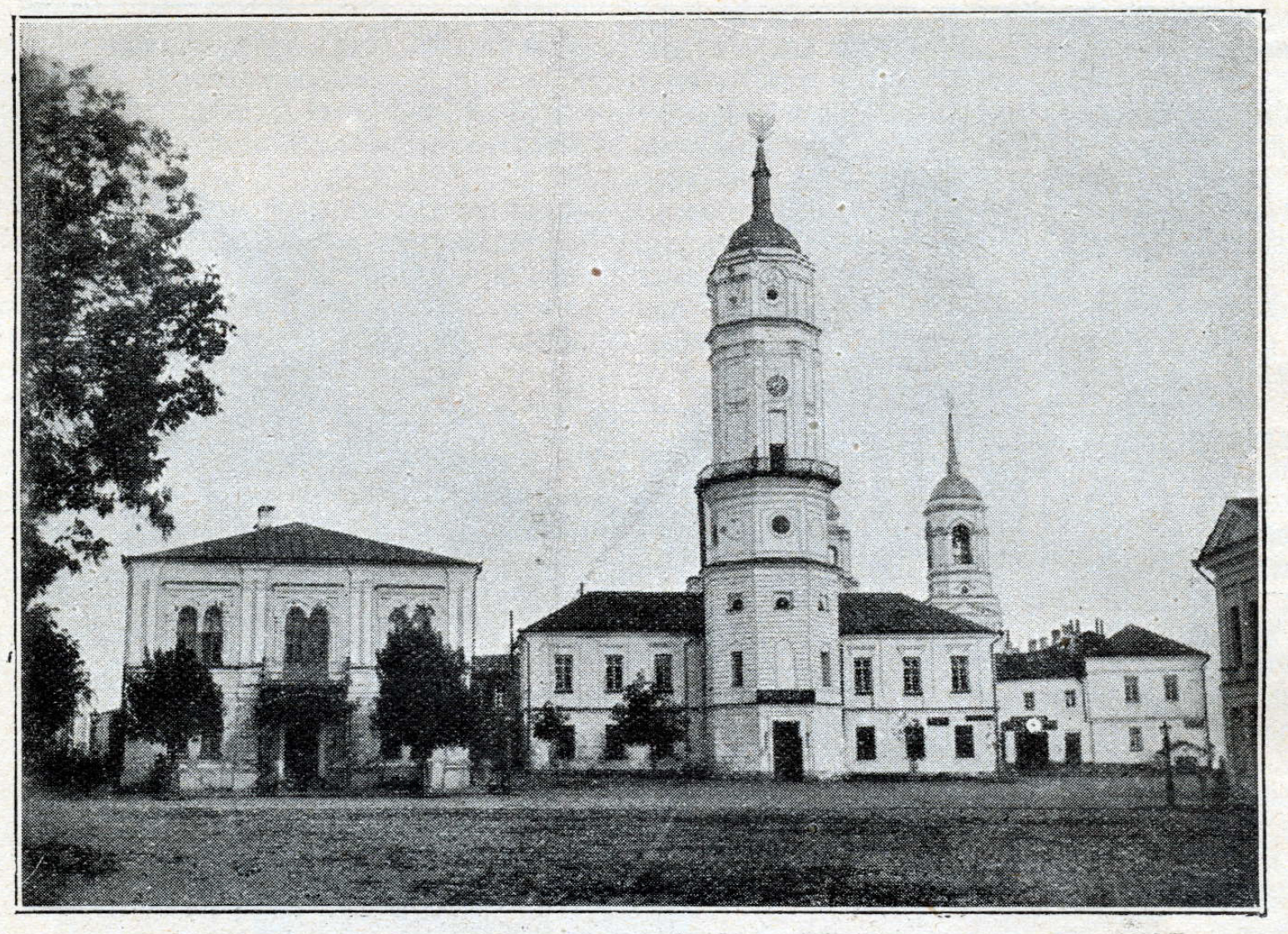
Mohylew, ok. 1900

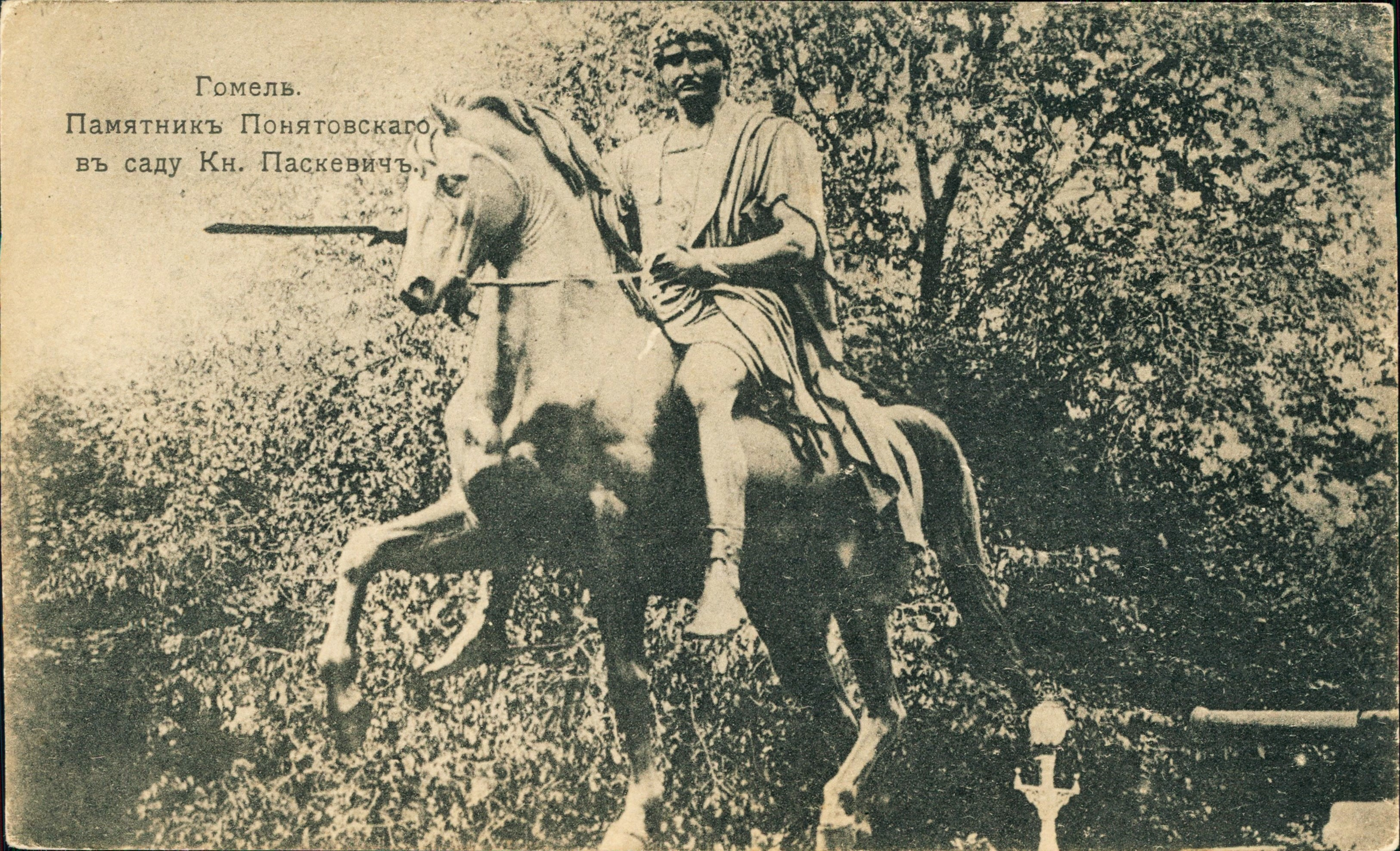
Pomnik księcia Józefa Poniatowskiego w Homlu ok. 1910, współcześnie stojący w Warszawie

Największe miasta guberni w 1897 roku na podstawie danych z carskiego spisu powszechnego oraz porównanie przynależności administracyjnej przed rozbiorami Polski oraz przynależności państwowej w międzywojniu i współcześnie:
|     | miasto     | populacja | województwo (1771) | 1930 | 2019     |
| --- | ---------- | --------- | ------------------ | ---- | -------- |
| 1.  | Mohylew    | 43 119    | mścisławskie       |      | Białoruś |
| 2.  | Homel      | 36 775    | mińskie            |      | Białoruś |
| 3.  | Orsza      | 13 061    | witebskie          |      | Białoruś |
| 4.  | Rohaczów   | 9 038     | mińskie            |      | Białoruś |
| 5.  | Mścisław   | 8 514     | mścisławskie       |      | Białoruś |
| 6.  | Horki      | 6 735     | witebskie          |      | Białoruś |
| 7.  | Bychów     | 6 381     | mścisławskie       |      | Białoruś |
| 8.  | Czeryków   | 5 249     | mścisławskie       |      | Białoruś |
| 9.  | Czausy     | 4 960     | mścisławskie       |      | Białoruś |
| 10. | Klimowicze | 4 714     | mścisławskie       |      | Białoruś |